# Lahcen Zinoun
 (mai 2014).
Si vous disposez d'ouvrages ou d'articles de référence ou si vous connaissez des sites web de qualité traitant du thème abordé ici, merci de compléter l'article en donnant les références utiles à sa vérifiabilité et en les liant à la section « Notes et références ».
Lahcen Zinoun, né le 14 septembre 1944 à Hay Mohammadi et mort le 16 janvier 2024 à Casablanca, est un danseur, chorégraphe et réalisateur marocain.

## Danseur et chorégraphe
Lahcen Zinoun reçoit le premier prix de danse au conservatoire municipal de Casablanca en 1964. Il se rend ensuite à Bruxelles dans l'espoir de travailler avec Maurice Béjart ; celui-ci lui propose de s'inscrire d'abord au Conservatoire de danse de Bruxelles et de suivre aussi les cours de Sana Dolsky.
Danseur étoile, il a travaillé avec de très grands chorégraphes : George Skibine, Peter Van Dijk, Jorge Lefebre, André Leclair, Hanna Voos, Jeanne Brabants, Janine Charrat…

## De la danse au cinéma
Également attiré par le 7e art, Lahcen Zinoun travaille comme chorégraphe sur de nombreux films : La Dernière Tentation du Christ de Martin Scorsese, Un thé au Sahara de Bernardo Bertolucci, Les Beaux Jours de Shéhérazade de Mostafa Derkaoui, L'Ombre du pharaon de Souheil Ben Barka, Joseph de Robert Young, Moïse de Roger Young, Les Larmes du regret de Hassan El Moufti, Femme et Femme de Saâd Chraïbi, Titre provisoire de Mostafa Derkaoui, Mona Saber d'Abdelhaï Laraki, Jouhara de Saâd Chraïbi, etc.
En 1978, Lahcen Zinoun crée, avec son épouse Michèle Barette, une école de danse et une compagnie, le Ballet-Théâtre Zinoun, dont sortent de nombreux danseurs parmi lesquels se distinguent leurs deux fils, Jaïs, lauréat du 1er prix de Lausanne en 1988 et soliste au San Francisco Ballet, et Chems-Eddine, danseur au Ballet royal de Flandre à Anvers puis au Ballet du Nord en France.
En 1986, il crée la Troupe nationale des arts traditionnels avec la complicité du ministère de la Culture marocain.
Chorégraphe de renommée internationale, Lahcen Zinoun et son Ballet-Théâtre se produisent tant dans le monde arabe qu’en Occident (du Festival international d'Hammamet) le MASA à Abidjan en 1997, à l'expo-universelle de Lisbonne 1998, à l'année du Maroc en France avec des représentations de Flagrant délire au Café de la danse et à l'Institut du monde arabe à Paris. Tournée aux Pays-Bas à Amsterdam, Rotterdam et Breda.

## Réalisateur
En 1991, Lahcen Zinoun réalise son premier court métrage pour le spectacle Flagrant délire présenté au Maroc, à Rotterdam et à Breda pour la semaine culturelle du Maroc aux Pays-Bas, et à Paris pour l’année du Maroc en France.
Suivront trois autres courts métrages : Assamt en 2001, Piano en 2002 et Faux Pas en 2003.
- Festival national marocain, 2006 : prix de la critique et Prix de la presse
- Festival national marocain, 2007, pour Oud Al’ward ou La Beauté éparpillée : 1er prix du premier rôle féminin pour Sanâa Alaoui, 2e prix du second rôle féminin pour Hanane Zouhdi et prix du son
- Festival international du film de Palm Beach, avril 2008 : prix spécial du Jury

## Autres réalisations
- Chorégraphie pour la star du New York City Ballet, Valentina Koslova, un pas de deux en 1987.

- En 1991, création du ballet théâtre Flagrant délire.

- En 1993, Lahcen Zinoun crée le ballet Isli-Tislit qui tourne au Maroc (Casablanca, Rabat et Marrakech) dans le cadre du 8e Congrès international contre le SIDA.

- Chorégraphie du ballet Adonis en 1997 qui tourne au Maroc, à Abidjan et à Lisbonne pour la journée du Maroc à l’exposition universelle de Lisbonne.

- En 1999, il crée le Festival international de danse contemporaine de Casablanca, qui aura lieu jusqu'en 2008. L'Asile de la raison, sa dernière création, y fera la clôture en 2000.

- En 2013, il crée le spectacle Farhat Doukala ou Le Chant de Mazagan, présenté à Paris à l'Institut du monde arabe et au Théâtre Mozaiek à Amsterdam en 2015.

- En 2003, 2004, 2005, 2006, mise en scène et concept du festival des arts traditionnels à Marrakech.

- Lahcen Zinoun est également, entre autres, membre du jury du Festival international du film de Marrakech, membre du jury du FESPACO au Burkina Faso.

- En 2015, il est membre du jury des Jeux de la Francophonie du Canada,
- commissaire responsable de la danse pour l’année du Maroc en France en 1999,
- chevalier de l’ordre de Léopold (Belgique),
- membre fondateur et membre du bureau du Réseau international de danse du bassin méditerranéen (DBM) pour encourager les actions novatrices de l’art de la danse.

## Filmographie

### Courts métrages
- 1991 : Flagrant délire
- 2001 : Assamt
- 2002 : Piano
- 2003 : Faux Pas

### Longs métrages
- 2007 : Oud Al'ward ou la Beauté éparpillée
- 2011 : Femme écrite